# 颱風雅歷士 (1987年)
颱風雅歷士 （英語：Typhoon Alex，國際編號：8708，菲律賓大氣地球物理和天文服務管理局: Etang） 是1987年太平洋颱風季的一個熱帶氣旋。

## 氣象歷史
雅歷士於菲律賓呂宋島東方海面形成後以西北方向行進，至台灣恆春東南方海面200公里處，轉向北北西移動，於27日6時左右，在台灣宜蘭縣頭城鎮附近登陸，由基隆附近出海，從浙江南部二次登陸。

## 影響

### 台灣
- 當地評定巔峰強度分級：（CWB）
- 當地評定最大持續風速：35每秒（68節；130每小時）（一分鐘）
- 當地發布之颱風警報：海上陸上颱風警報

## 熱帶氣旋警告使用記錄

### 臺灣
| 中央氣象局 颱風警報 | 中央氣象局 颱風警報 | 中央氣象局 颱風警報 |
| ------------------- | ------------------- | ------------------- |
| 上一熱帶氣旋        | 海上颱風警報        | 下一熱帶氣旋        |
| 中度颱風費南        | 海上颱風警報        | 中度颱風凱瑞        |
| 中度颱風費南        | 陸上颱風警報        | 強烈颱風黛納        |